# Amanda Polk
Amanda Polk (Pittsburgh, 2 de agosto de 1986) es una deportista estadounidense que compitió en remo.
Participó en los Juegos Olímpicos de Río de Janeiro 2016, obteniendo una medalla de oro en la prueba de ocho con timonel. Ganó seis medallas en el Campeonato Mundial de Remo entre los años 2009 y 2015.

## Palmarés internacional
| Juegos Olímpicos   | Juegos Olímpicos          | Juegos Olímpicos | Juegos Olímpicos   |
| Año                | Lugar                     | Medalla          | Prueba             |
| ------------------ | ------------------------- | ---------------- | ------------------ |
| 2016               | Río de Janeiro (Brasil)   | Medalla de oro   | Ocho con timonel   |
| Campeonato Mundial |                           |                  |                    |
| Año                | Lugar                     | Medalla          | Prueba             |
| 2009               | Poznań (Polonia)          | Medalla de plata | Cuatro sin timonel |
| 2010               | Cambridge (Nueva Zelanda) | Medalla de oro   | Ocho con timonel   |
| 2011               | Bled (Eslovenia)          | Medalla de oro   | Ocho con timonel   |
| 2013               | Chungju (Corea del Sur)   | Medalla de oro   | Ocho con timonel   |
| 2014               | Ámsterdam (Países Bajos)  | Medalla de oro   | Ocho con timonel   |
| 2015               | Aiguebelette (Francia)    | Medalla de oro   | Ocho con timonel   |